# Беккі Джі
Ребека Марі Гомез (нар. 2 березня 1997), більш відома за псевдонімом Беккі Джі (англ. Becky G) — американська співачка, авторка пісень, реперка, акторка й модель.
Спершу Гомез почала публікувати відео, на яких виконує кавери на популярні композиції. Одне з її відео привернуло увагу продюсера Dr. Luke, який запропонував їй контракт з Kemosabe Records та RCA Records. Працюючи над дебютним зусиллям, Гомез співпрацювала з такими артистами як Will.I.Am, Cody Simpson і Шер Ллойд. Її дебютний сінгл «Becky from the Block» (2013), отримав позитивну оцінку. Вона випустила свій дебютний розширений альбом «Play it again» (2013), пізніше того ж року. Перший сінгл «Can't get enough» (2014), разом із запрошеними виконавцями, такими як Пітбуль, піднявся на вершину чарту  Latin Rhythm Airplay в Сполучених Штатах.
Гомез досягнула швидкого успіху з виходом «Shower» (2014), яка продовжувала входити топ-20 чарту Billboard Hot 100. Пісня продовжувала б рухатись до мульти платинової сертифікації від Recording Industry Association of America (RIAA), яка означає 2 млн проданих копій в країні. Повторюючи успіх «Shower», Гомез випустила «Can't Stop Dancin'» (2014) i «Break a Sweat» (2015) як сінгли з її четвертого альбому; також поєднала комерційні виступи з їхніми попередниками. Вона стала одним із хедлайнерів у турі разом із J Balvin продовж вересня і жовтня 2015, даючи концерти по Сполучених Штатах. Джесі зіграла Valentina Galindo у двох епізодах музикального телевізійного серіалу Empire, внісши  дві нові пісні до саундтреків серіалу. Гомез також співпрацювала з  Pitbull над піснею «Superstar» (2016). Вона випустила свій перший іспаномовний сінгл  «Sola» (2016), який повинен з'явитися на її дебютному студійному альбомі.
Гомез зіграла Жовтого Рейнджера, Тріні, у фільмі Могутні рейнджери (2017).

## Дитячі та юнацькі роки

### 1997—2011: Дитинство та початок кар'єри
Ребекка Марі Гомез народилася 2 березня, 1997 і виховувалась в Інглвуді, Каліфорнія. Вона донька Александри та Франциско Гомез; у неї мексиканське коріння. У Гомез два брати — Франкі та Алекс, та молодша сестра Стефані. Гомез росла в бідності, і коли дівчинці було 9 років, сім'я переїхала в перероблений гараж в будинку її дідуся та бабусі. Гомез почала працювати в неповний робочий день, щоб допомогти підтримати свою сім'ю, роблячи рекламні ролики та займаючись озвучкою. У неї було, як вона сама описала, 'Криза середнього віку' коли їй було лише 9 років, і вона вирішила що хоче добитися музичної кар'єри. .
She became a member of a girl group named G.L.A.M. in 2009, and later joined B.C.G., another girl group. She filmed a music video as part of G.L.A.M. for a song titled «JellyBean» in 2009. During this time, Gomez also began recording herself singing and rapping songs using Garageband, and created a YouTube account to post covers of popular songs online. She also began writing her own songs during this time, and by the age of thirteen had taught herself how to play guitar. Gomez befriended production duo The Jam when she was thirteen, who liked Gomez's written material. The trio began working on material together, resulting in covers of the songs «Otis» (2011), «Lighters» (2011), and «Novacane» (2011). These songs were meant to be part of a mixtape, titled @itsbeckygomez, though this project never came to fruition. Her cover of «Otis» caught the attention of renowned producer Dr. Luke, who had worked with artists including Britney Spears and Miley Cyrus, among others. Luke scheduled a meeting with Gomez, and asked her to play guitar for him; he later signed her to his Kemosabe Records record label, through RCA Records. In reference to her video clip for «Otis», Luke claimed «I would have signed her off that video alone. I was 100 percent in. She has so much personality and her voice just pops out of the speakers. Then I met her and discovered she could also sing and play the guitar and I thought, 'This is even better.' Then I found out she could write and it was like, 'What else are you going to tell me, that you're also Van Gogh?' Her potential is limitless.» Shortly after signing with the label, Gomez began work on her debut album.